# Slaney
Lo Slaney è un fiume dell'Irlanda sud-orientale. Nasce nelle Wicklow Mountains e scorre a sud e poi ad est nelle contee di Wicklow, Carlow e di Wexford, prima di gettarsi nel Canale di San Giorgio, che si trova nel mare d'Irlanda.